# 天主教斯皮什教區
天主教斯皮什教區（拉丁語：Dioecesis Scepusiensis）是羅馬天主教在斯洛伐克的一個教區，屬科希策總教區。
教區管轄日利納州東部及普雷绍夫州西部，教座位於斯皮什卡卡皮圖拉，2010年時有454,630名教友（佔轄區總人口75.3%）。教區下轄177個堂區，有339名司鐸。現任教區主教為斯德望·塞奇卡，輔理主教為若望·庫博什，榮休輔理主教為安德肋·伊姆里赫。
教區於1776年3月13日成立，屬艾斯特根總教區，1804年改屬埃格爾教區，1977年12月30日改屬特爾納瓦總教區，1995年3月31日改屬科希策總教區。